# Stenbockska palatset

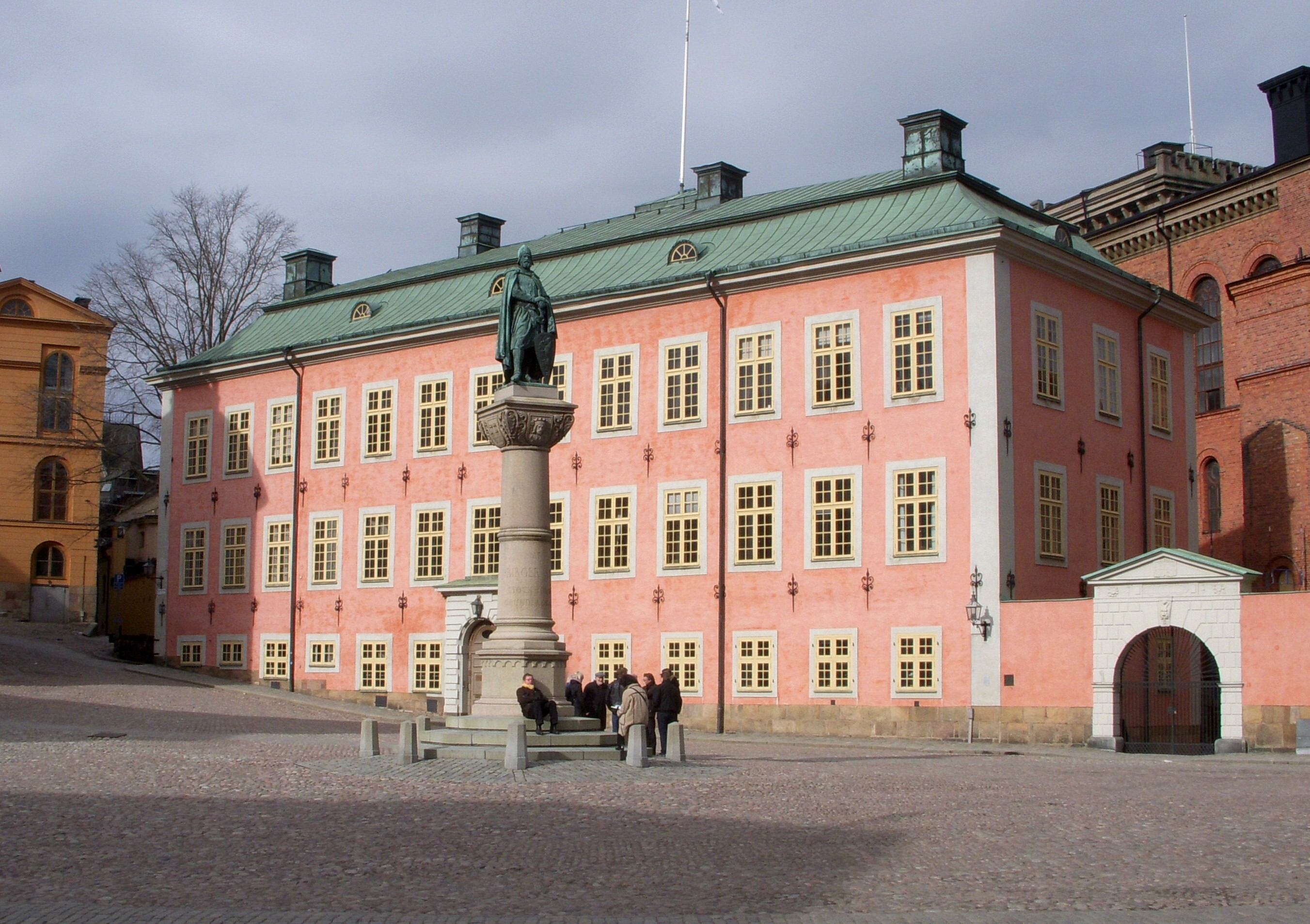
Stenbockska palatset

För byggnaden i Tallinn, se Stenbockska huset.
Stenbockska palatset (även kallat Stenbocks palats) är ett palats på Birger Jarls torg 4 på Riddarholmen i Stockholm, uppfört kring 1640 för Fredrik Gustavsson Stenbock och hans hustru Katarina De la Gardie. Under en tid, dock senast fram till 1864, hade Serafimerordensgillet här sina kontorslokaler.

## Historik
På den tomt där Stenbockska palatset ligger omnämns redan på 1500-talet såsom Hörningsholmstomten. Då ägdes den nämligen av Stureätten på Hörningsholm men genom arv övergick tomten sedermera till Stenbockska ätten. Om den äldsta bebyggelsen vet man knappast något, men på det palats, där sedermera riksrådet och hovrättsrådet i Svea hovrätt Fredrik Stenbock lät uppföra på tomten, rådde ett intensivt byggnadsarbete på 1640-talet. 
Det är denna byggnad som utgör stommen i det nuvarande palatset, vars utseende dock härstammar från den omfattande till- och ombyggnad som Fredrik Stenbocks son, riksmarskalken Johan Gabriel Stenbock, lät utföra under åren 1661—1671. Konstnärlig ledare och arkitekt vid detta arbete var Nicodemus Tessin den äldre År 1727 ärvdes palatset av kanslirådet friherre Johan Gabriel Sack, som under åren 1730—1740 utförde stora inredningsarbeten under ledning av Carl Hårleman. Då tillkom rokokoinredningar med bland annat dörröverstycken av Johan Pasch, som nu har tagits fram och som finns att beskåda i palatset. De gamla blyinfattade 1600-talsfönstren ersattes med denna tids nymodighet, nämligen fönsterglas insatta i träbågar med kitt. År 1752 förvärvade översten Erik Brahe, som var ägare till bland annat Skoklosters slott och Rydboholms slott, en ståndsmässig bostad även i Stockholm och förvärvade därför palatset.
År 1865 flyttade Riksarkivet in i huset och byggde då ihop palatset med den nya riksarkivbyggnaden (numera Gamla riksarkivet). Riksarkivet behöll lokalerna fram till 1968.
Därefter hade Regeringsrätten sitt säte i byggnaden. Stenbockska palatset genomgick en omfattande renovering och återställdes så långt som möjligt till ursprungligt skick. Det inrymde sessionssalar, tjänsterum, bibliotek, arkiv med mera för Regeringsrättens behov. En invigningsceremoni i kung Gustaf VI Adolfs närvaro ägde rum den 24 april 1972. Regeringsrätten använde lokalerna fram till 2008. Från och med 2009 är det delar av Svea hovrätt som är inhysta i palatset.
Byggnaden är både till exteriör och interiör det bäst bibehållna av Riddarholmens adelspalats. Det romerska palatsmönstrets stränghet lättas av torgfasadens ankarslutar från 1640-talet och 1700-talsputsen i rödgult och vitt, som vänder sig mot Birger Jarls torg. Arkitekt var Nicodemus Tessin d.ä. när deras son Johan Stenbock lät honom restaurera huset på 1670-talet till dagens barockpalats. För 1740-talets inredningar svarade Carl Hårleman. År 1969–71 restaurerades palatset för dåvarande Regeringsrätten. 
17 mars 1735 hölls den första frimureriska receptionen i landet i Stenbockska palatset. Greve Axel Wrede Sparre antog härvid Carl Gustaf Tessin som den förste medlemmen av Greve Wrede Sparres loge.